# 東京都道229号府中調布線

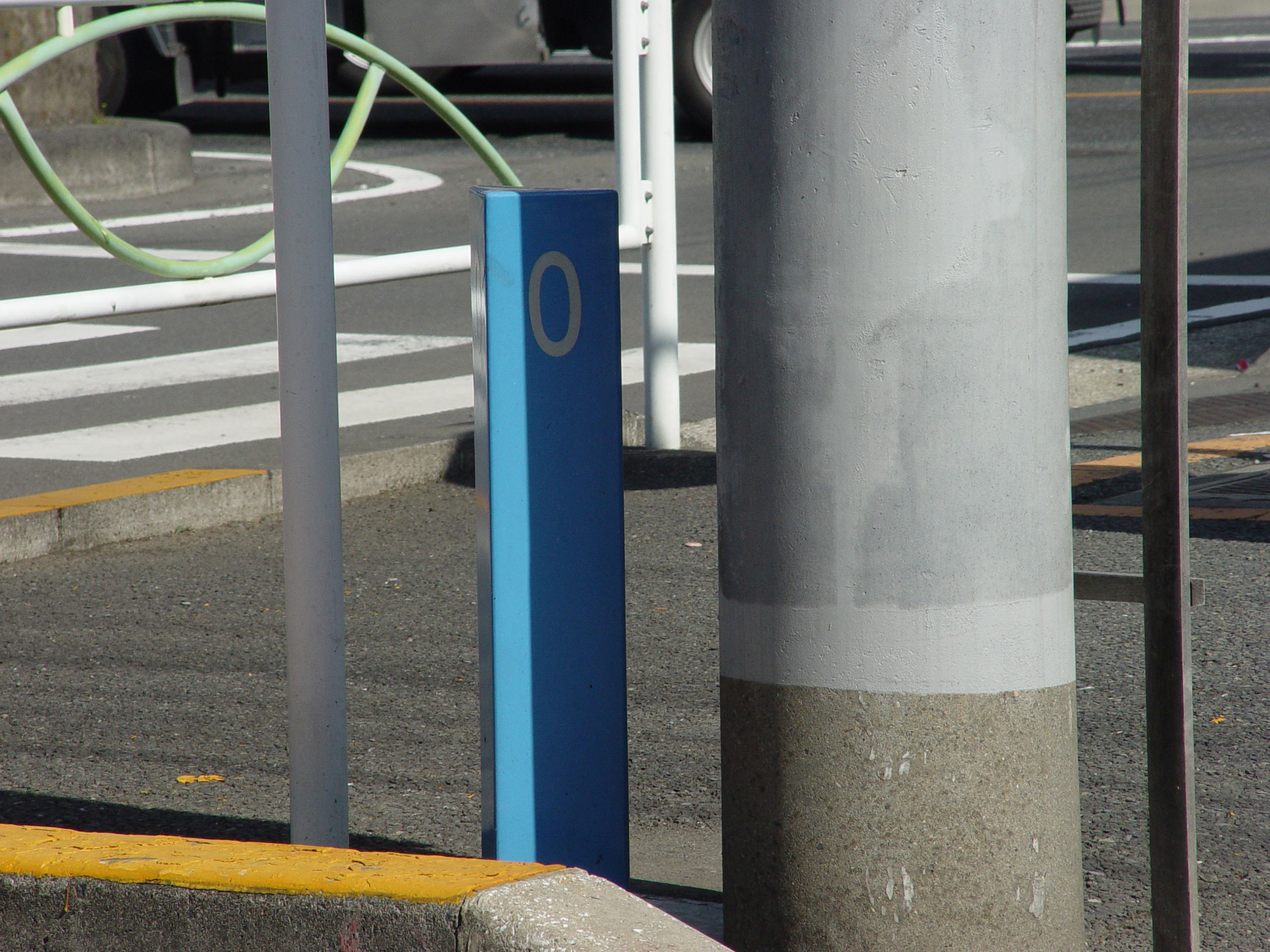
起点本宿町交差点の0キロポスト

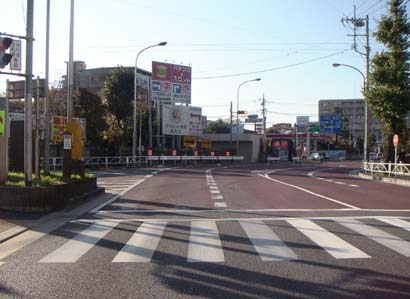
起点本宿町交差点。右奥（谷保方面）から来て画面左に直進分岐するのが本道。

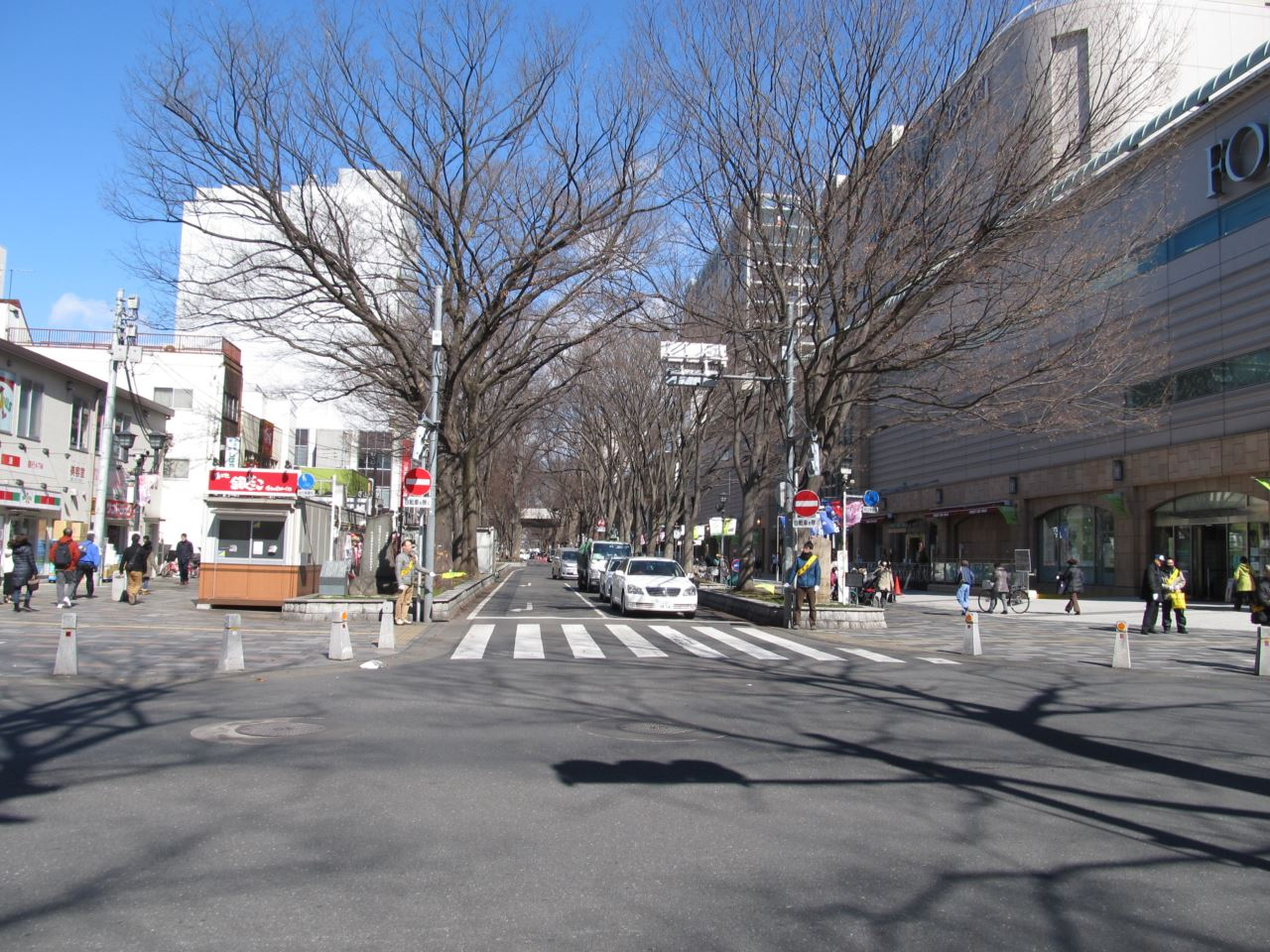
けやき並木通りとの交点､東京都道133号小川山府中線の起点。大国魂神社前交差点

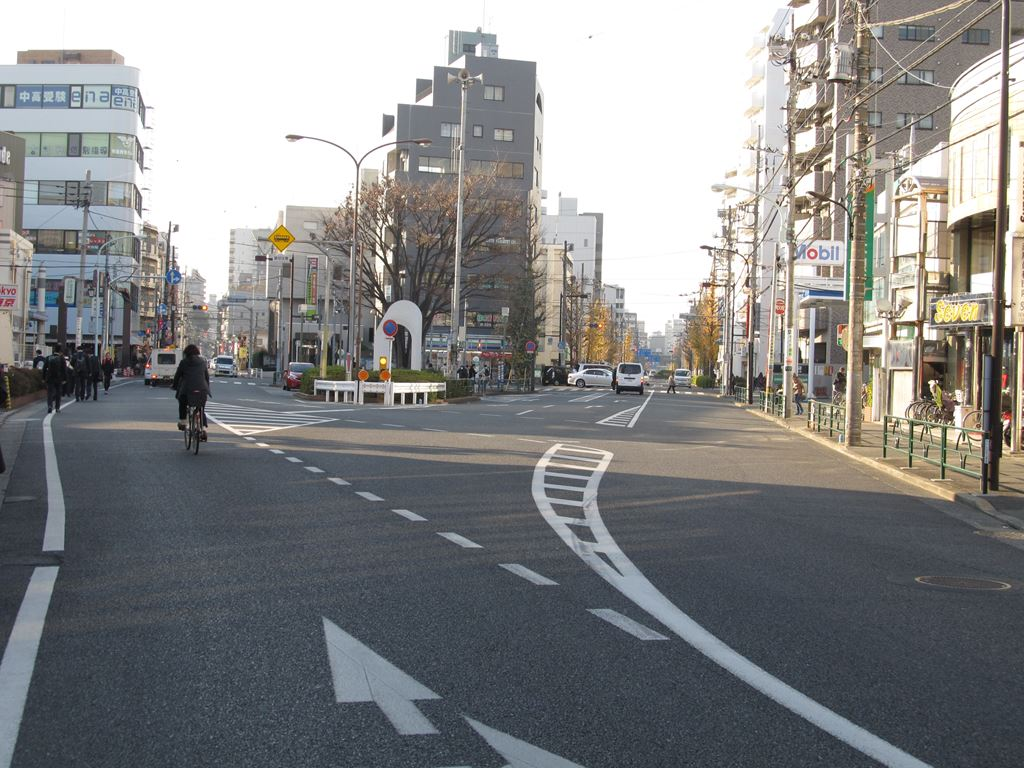
東府中の旧甲州街道（左）と旧バイパスの（右）の三叉路

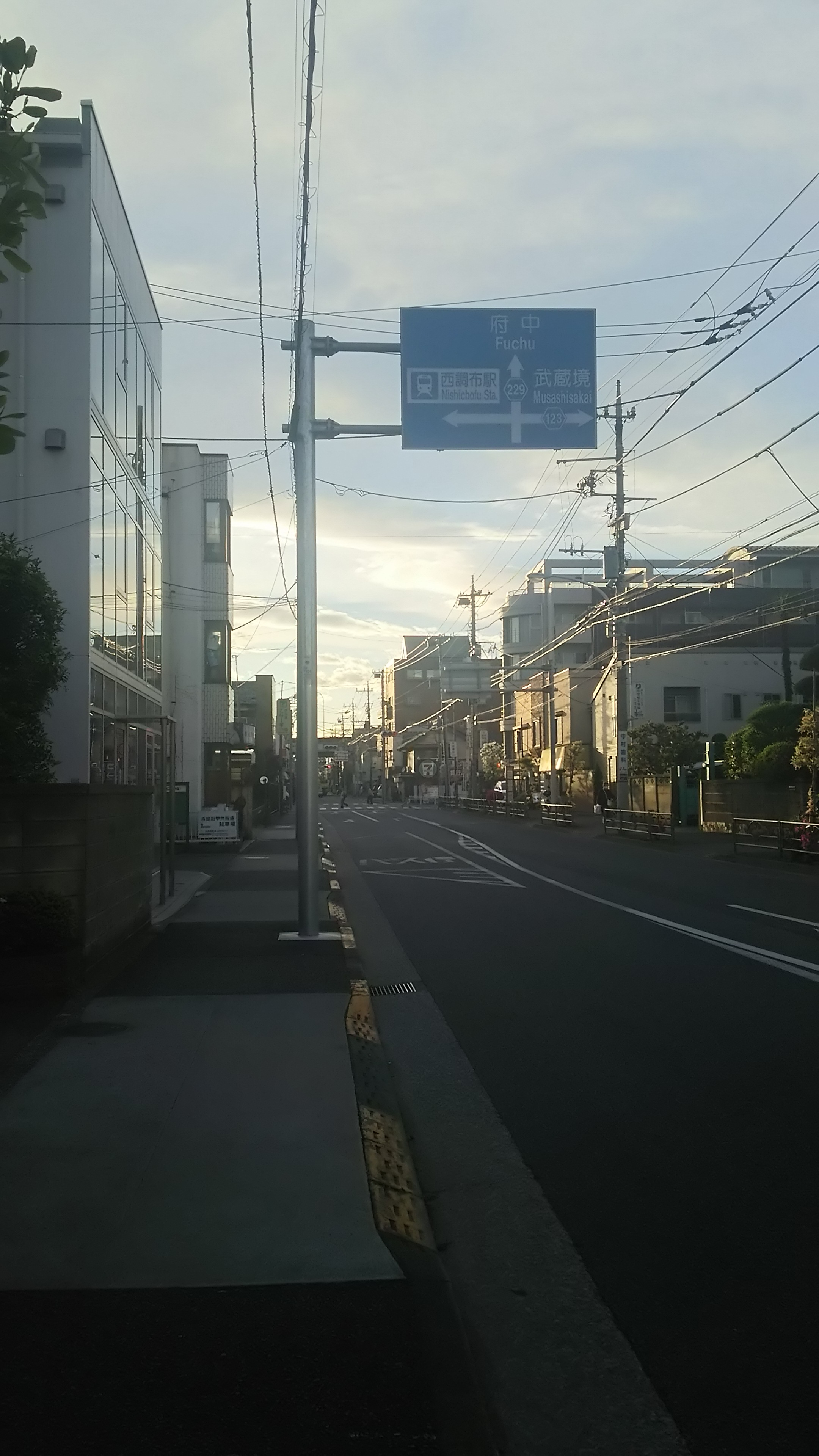
石原1丁目付近

東京都道229号府中調布線（とうきょうとどう229ごう ふちゅうちょうふせん）は、東京都府中市と調布市を連絡する東京都道である。国道20号の旧道のひとつであり、他の部分と合わせ、旧甲州街道と呼ばれる。

## 概要
- 起点：府中市本宿町国道20号交点（本宿町交差点）
- 終点：調布市下石原国道20号交点
- 支線：府中市緑町国道20号交点（東府中三叉路交差点）- 若松町本線合流点（東府中駅北口付近）
- 延長：7,406 m
- 面積：85,556 m2

当初国道20号線は旧甲州街道であったが、1956年（昭和31年）にまず府中市本宿町 - 東府中間にバイパスが完成し、続いて1961年（昭和36年）に東府中合流直前に分かれる形で東府中 - 調布市下石原間が完成した。国道20号はバイパスに移行し、この道が東京都道229号として管理されるようになった。なお、さらに東側のバイパスに伴う旧甲州街道は、東京都道119号北浦上石原線である。
赤=旧甲州街道
F=府中市
C=調布市
H=府中市本宿
HF=東府中
KI=調布市上石原
SI=調布市下石原
K=調布市北浦
①=旧来の甲州街道
②=1954年開通のバイパス
③=1956年開通のバイパス
④=1961年開通のバイパス
[20]=現在の国道20号
(119)=現在の東京都道119号北浦上石原線
(229)=現在の東京都道229号府中調布線
(9)=東京都道9号川崎府中線　府中街道（川崎街道ともいう）
(11)=東京都道11号大田調布線（狛江通り、旧甲州街道の一部）
(12)=東京都道12号調布田無線（武蔵境通り）
(15)=東京都道15号府中清瀬線（小金井街道）
(17)=東京都道17号所沢府中線（府中街道）
(19)=東京都道19号町田調布線（鶴川街道）
(110)=東京都道110号府中三鷹線（人見街道、新小金井街道の一部）
(120)=東京都道120号下石原小島線
(121)=東京都道121号武蔵野調布線（三鷹通り）
(123)=東京都道123号境調布線
(133)=東京都道133号小川山府中線（国分寺街道）及び府中市道けやき並木通り
(248)=東京都道248号府中小平線（新小金井街道）
甲州街道は上記のような沿革のため、この区間で交差する他の都道は、東京都道19号町田調布線を除き、起終点を国道20号ではなくこの道との交点としている。

## 地理

### 通過する自治体
- 東京都府中市 - 調布市

### 交差する道路
支線
| 交差する道路            | 交差する道路              | 交差点名     | 所在地 | 所在地      |
| ----------------------- | ------------------------- | ------------ | ------ | ----------- |
| 国道20号                | 国道20号                  | 本宿町       | 府中市 | 本宿町      |
| 東京都道17号所沢府中線  | 東京都道9号川崎府中線     | 府中市役所前 | 府中市 | 宮西町2丁目 |
| 東京都道15号府中清瀬線  |                           | 八幡宿       | 府中市 | 八幡町1丁目 |
|                         | 東京都道229号支線         | 東府中駅前   | 府中市 | 若松町1丁目 |
| 東京都道248号府中小平線 | 東京都道248号府中小平線   | 東府中駅東   | 府中市 | 若松町1丁目 |
| 東京都道123号境調布線   |                           | 西調布駅入口 | 調布市 | 石原1丁目   |
| -                       | 東京都道119号北浦上石原線 |              | 調布市 | 石原1丁目   |
| 国道20号                |                           |              | 調布市 | 石原1丁目   |

支線
- 国道20号（府中市緑町3丁目・東府中三又路交差点）

### 沿線
- 片町図書館（府中市片町2丁目）
- 龍門山高安寺（府中市片町2丁目）
- 大国魂神社（府中市宮町1丁目）
- 武蔵国府八幡宮（府中市八幡町2丁目）
- 京王線東府中駅（府中市清水が丘1丁目）
- 府中自動車教習所（府中市若松町1丁目）
- 京王線飛田給駅（調布市飛田給1丁目）
- 京王線西調布駅（調布市上石原2丁目）